# 京都市立竹間小学校
京都市立竹間小学校（きょうとしりつ ちっかんしょうがっこう）は京都市中京区にあった公立小学校。
なお、同所にあった竹間幼稚園についても解説する。

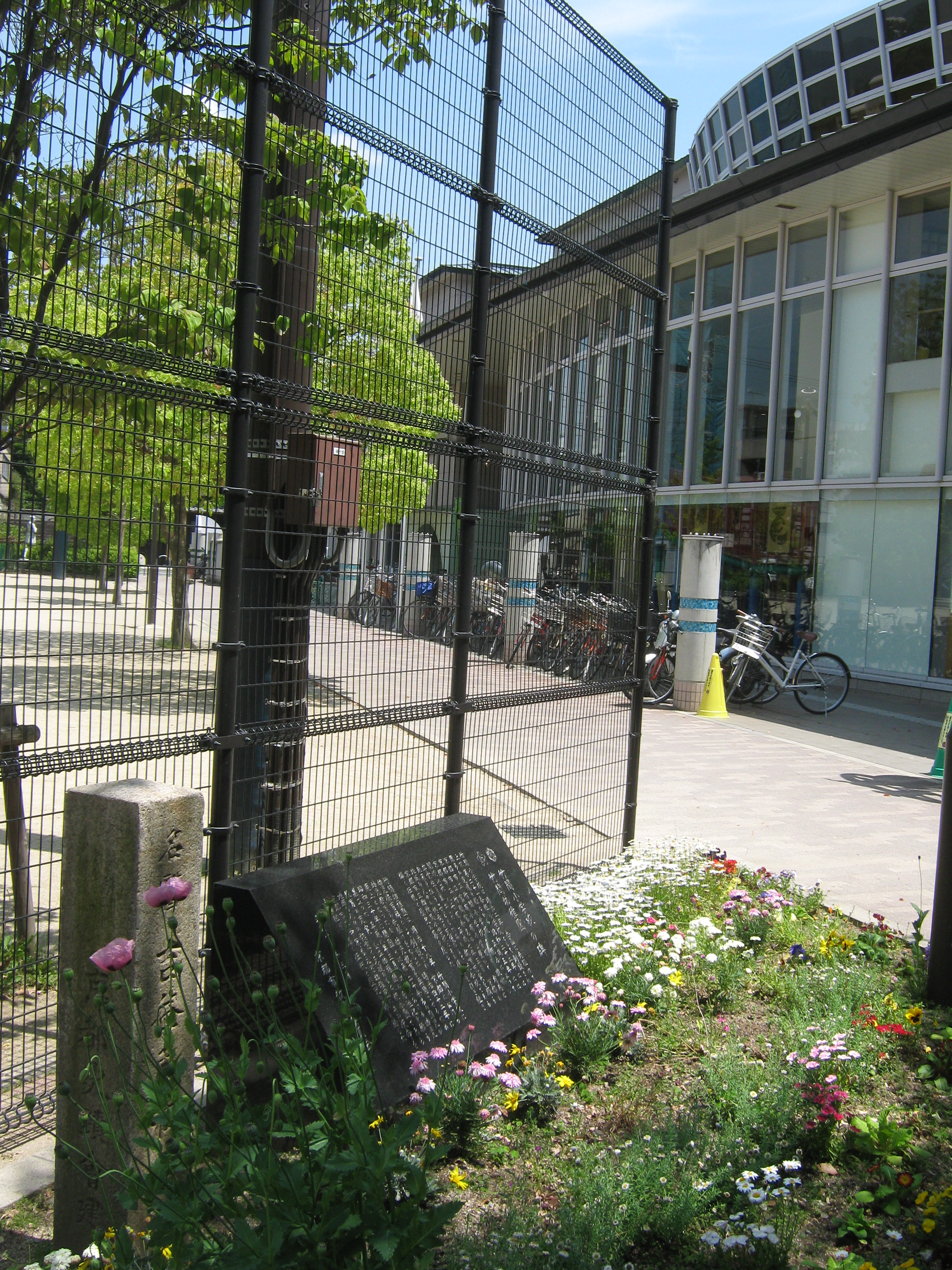
竹間小之碑

## 概要
竹間小学校は、明治2年（1869年）に京都で設立された64の番組小学校の一つとして開校し、平成5年（1993年）に京都市立富有小学校との統合により京都市立竹間富有小学校となり、閉校した。
校名は、学校が設置された場所の通り名「竹」屋町通と「間」之町通にちなむ。

## 沿革

### 竹間小学校
- 1869年（明治2年）- 上京第二十一番組小学校として創設（開校日:明治2年9月21日（旧暦））[1][2][4][5]。
- 1875年（明治8年） - 校名を竹間に改称[5]。
- 1888年（明治20年） - 竹間尋常小学校に改称[1]。
- 1901年（明治34年） - 高等科を設置し、竹間尋常高等小学校となる（高等科は1908年（明治41年）廃止）[1]。
- 1941年（昭和16年） - 国民学校令により、竹間国民学校に改称[6]。
- 1943年（昭和18年）- 隣接する通学区域の初音国民学校が高等科のみとなり、同校の初等科の児童を日彰校とともに受け入れる[7]。
- 1947年（昭和22年）- 学制改革により京都市立竹間小学校となる[8]。

### 竹間富有小学校
- 1993年（平成5年）- 竹間小学校と富有小学校が統合され、元竹間小学校地に京都市立竹間富有小学校が設置される[2]。同校には、閉校した立誠小学校[注釈 1]の一部児童（銅駝学区）も編入[9]。

- 1995年（平成7年）- 竹間富有小学校・梅屋小学校・龍池小学校・春日小学校と統合され、元富有小学校地に御所南小学校が設置される。

### 閉校後
- 1999年（平成11年）12月 - 京都市子育て支援総合センターこどもみらい館が元竹間小学校地に開設[10]。
- 2000年（平成12年）4月 - 京都市立中京もえぎ幼稚園が同地に開園[10]。

### 竹間幼稚園
- 1885年（明治18年）竹間小学校に幼児保育科を創設[2]。
- 1909年（明治42年）幼児保育科廃止。
- 1955年（昭和30年）幼児保育科を再開する形で竹間幼稚園設置。
- 1996年（平成8年）京都市立中京もえぎ幼稚園に統合閉園。

## 通学区域
竹間小学校の通学区域は、元学区の竹間学区に加え、昭和18年に初音国民学校が高等科だけとなって以来初音学区の概ね御池通以北を含むこととなった。

## 竹間学区
竹間学区（ちっかんがっく）は、京都市の学区（元学区）のひとつ。京都市中京区に位置する。明治初期に成立した地域区分である「番組」に起源を持ち、学区名の由来ともなる元竹間小学校の通学区域と合致し、今でも地域自治の単位となる地域区分である。

### 竹間学区の沿革
明治2年（1869年）の第二次町組改正により成立した上京第21番組に由来し、同年には、区域内に上京第21番組小学校が創立した。
上京第21番組は、明治5年（1872年）には上京第24区、明治12年（1879年）には区が組となり上京第24組となった。設置された上京第21番組小学校は、その後明治8年に校名を竹間に改称した。
上京第24組は、学区制度により明治25年（1892年）には上京第19学区となった。
昭和4年（1929年）に、学区名が小学校名により改称され、上京区・下京区から、左京区・中京区・東山区が分区されると、上京第19学区から竹間学区となり、中京区に属した。昭和17年（1942年）に京都市における学区制度は廃止されるが、現在も地域の名称、地域自治の単位として用いられている。

#### 竹間学区の通学区域
竹間学区の小学校の通学区域は、現在学区全域が京都市立御所南小学校となっている。

### 人口・世帯数
京都市内では、概ね元学区を単位として国勢統計区が設定されており、竹間学区の区域に設定されている国勢統計区（中京区第16国勢統計区）における令和2年（2020年）10月の人口・世帯数は2,446人、1,295世帯である。

### 地理
中京区の北東部に位置する学区であり、東側は富有学区、南側は初音学区と龍池学区、西側は梅屋学区、北側は上京区の滋野学区（烏丸通の東側は京都御苑）に接する。区域は、概ね北は丸太町通、南は二条通、東は高倉通、西は室町通であり、面積は0.184平方キロメートルである。

### 竹間学区内の通り

#### 東西の通り
- 丸太町通
- 竹屋町通
- 夷川通
- 二条通

#### 南北の通り
- 高倉通
- 間之町通
- 東洞院通
- 車屋町通
- 烏丸通
- 両替町通
- 室町通

### 竹間学区の町名
- 坂本町
- 福屋町
- 天守町
- 大津町
- 楠町
- 夷町
- 三本木町
- 三本木五丁目
- 壺屋町
- 砂金町
- 少将井御旅町
- 真如堂町
- 大倉町
- 少将井町
- 蒔絵屋町
- 西方寺町
- 松竹町
- 北小路町
- 道場町
- 鏡屋町
- 冷泉町
- 関東屋町
- 光リ堂町
- 常真横町
- 塀之内町
- 清水町
- 亀屋町
- 山中町
- 東九軒町
- 西九軒町
- 巴町